# Referenda o státním zřízení
Toto je seznam referend o státním zřízení, tzn. referend, při nichž se rozhodovalo o budoucí podobě státního zřízení (monarchie x republika) v té které zemi. Konkrétně se hlasovalo o zachování, zrušení, či restaurace monarchie nebo republik. V některých případech se hlasovalo o pravidlech následnictví.

## Referenda
| Země                      | Referendum                                            | Datum                       | Výsledek                                                             | Pro republiku [%] | Pro monarchii [%] | Účast [%] | Komentář | Poznámka             |
| ------------------------- | ----------------------------------------------------- | --------------------------- | -------------------------------------------------------------------- | ----------------- | ----------------- | --------- | --- | -------------------- |
| Albánie                   | Albánské referendum o monarchii (1997)                | 29. června 1997             | pokračování republiky                                                | 66.7              | 33.3              | 71.64     | | [ 1 ] [ 2 ]          |
| Austrálie                 | Australské republikánské referendum (1999)            | 6. listopadu 1999           | pokračování monarchie                                                | 45.13             | 54.87             | 95.1      | | [ 3 ]                |
| Belgie                    | Belgické referendum o monarchii (1950)                | 12. března 1950             | obnova monarchie                                                     | 42.32             | 57.68             | 92.92     | | [ 4 ]                |
| Brazílie                  | Brazilské referendum o ústavě (1993)                  | 21. dubna 1993              | pokračování republiky                                                | 86.6              | 13.4              | 84.3      | | [ 5 ]                |
| Bulharsko                 | Bulharské republikánské referendum, 1946              | 8. září 1946                | zrušení monarchie                                                    | 95.6              | 4.4               | 91.7      | | [ 6 ]                |
| Dánsko                    | Dánské referendum o následnictví (2009)               | 7. června 2009              | mužská (kognatická) primogenitura nahrazena absolutní primogeniturou | -                 | -                 | 58.32     | | [ 7 ]                |
| Gambie                    | Gambijské republikánské referendum (1965)             | 24. listopadu 1965          | pokračování monarchie                                                | 65.85             | 34.15             | 60.46     | Požadována 2/3 většina | [ 8 ]                |
| Gambie                    | Gambijské republikánské referendum (1970)             | Duben 1970                  | zrušení monarchie                                                    | 70.45             | 29.55             | 90.1      | | [ 9 ]                |
| Řecko                     | Řecké referendum o hlavě státu (1862)                 | 19. listopadu 1862          | Vévoda Alfréd byl zvolen za krále, ale trůn odmítl                   | -                 | -                 |           | | [ 10 ] [ 11 ]        |
| Řecko                     | Řecké referendum obnovení monarchie (1935)            | 3. listopadu 1935           | obnova monarchie                                                     | 2.1               | 97.9              |           | | [ 12 ] [ 13 ] [ 14 ] |
| Řecko                     | Řecké referendum (1920)                               | 22. listopadu 1920          | Návrat krále Konstantina I. na trůn                                  | -                 | -                 |           | | [ 12 ]               |
| Řecko                     | Řecké referendum (1946)                               | 1. září 1946                | pokračování monarchie                                                | 31.6              | 68.4              | 86.6      | | [ 12 ]               |
| Řecko                     | Řecké republikánské referendum (1924)                 | 13. dubna 1924              | zrušení monarchie                                                    | 70.0              | 30.0              |           | 25. března 1924 byla vyhlášena Druhá helénská republika | [ 15 ]               |
| Řecko                     | Řecké republikánské referendum (1973)                 | 29. července 1973           | zrušení monarchie                                                    | 78.6              | 21.4              | 75.0      | | [ 15 ]               |
| Řecko                     | Řecké republikánské referendum (1974)                 | 8. prosince 1974            | zrušení monarchie                                                    | 69.2              | 30.8              | 75.6      | Junta již 29. července 1973 zinscenovala plebiscit, který vyústil v provolání republiky. Ovšem po pádu vojenského režimu rozhodla nová vláda vedená Konstantinem Karamanlisem o vypsání nového referenda, neboť právní postup junty byl shledán protizákonným. | [ 15 ]               |
| Island                    | Islandské referendum o ústavě (1944)                  | mezi 20. a 23. květnem 1944 | zrušení monarchie                                                    | 98.5              | 1.5               | 98.4      | | [ 16 ]               |
| Írán                      | Referendum o islámské republice v Íránu (březen 1979) | 30. a 31. března 1979       | zrušení monarchie                                                    | 99.3              | 0.7               | 98        | 99,3 (volby byly zmanipulované, ve skutečnosti 21,5)[zdroj?] | [ 17 ]               |
| Itálie                    | Italské referendum (1946)                             | 2. června 1946              | zrušení monarchie                                                    | 54.3              | 45.7              | 89.1      | | [ 18 ]               |
| Lucembursko               | Lucemburské referendum (1919)                         | 28. září 1919               | zachování monarchie                                                  | 19.7              | 80.3              | 72.1      | | [ 19 ]               |
| Maledivy                  | Maledivské referendum o ústavě (1952)                 | 17. a 18. dubna 1952        | zrušení monarchie                                                    | 96                | 4                 |           | | [ 20 ]               |
| Maledivy                  | Maledivské referendum o ústavě (1953)                 | Srpen 1953                  | obnova monarchie                                                     | 2.0               | 98.0              |           | | [ 21 ]               |
| Maledivy                  | Maledivské referendum o ústavě (1968)                 | 15. března 1968             | zrušení monarchie                                                    | 81.23             | 18.77             | 93.35     | | [ 22 ]               |
| Mexiko                    | Mexické referendum (1863)                             | 4. prosince 1863            | obnova monarchie                                                     | 0                 | 100               | 74.76     | Bylo vyhlášeno Druhé Mexické císařství | [ 23 ]               |
| Norsko                    | Norské referendum o monarchii (1905)                  | 12. a 13. listopadu 1905    | pokračování monarchie                                                | 21.06             | 78.94             | 75.3      | | [ 24 ]               |
| Rhodesie                  | Rhodeské referendum (1969)                            | 20. června 1969             | zrušení monarchie                                                    | 81.01             | 18.99             | 80.97     | | [ 25 ]               |
| Rumunsko                  | Rumunské referendum (1866)                            | 20. dubna 1866              | Kníže Karel Ludvík z Hohenzollernu se stal rumunským králem          | -                 | -                 | 84.60     | |                      |
| Rwanda                    | Rwandské referendum o monarchii (1961)                | 25. září 1961               | zrušení monarchie                                                    | 79.85             | 20.15             | 95.31     | | [ 26 ]               |
| Sikkimské království      | Sikkimské referendum o monarchii (1975)               | 14. dubna 1975              | zrušení monarchie                                                    | 97.55             | 2.45              | 63.02     | | [ 27 ]               |
| Jižní Afrika              | Jihoafrické republikánské referendum (1960)           | 5. října 1960               | zrušení monarchie                                                    | 52.29             | 47.71             | 90.77     | | [ 28 ]               |
| Španělsko                 | Referendum o následnictví ve Španělsku (1947)         | 6. července 1947            | obnova monarchie                                                     | 95.1              | 4.9               | 88.6      | Referendum do čela země dosadilo Francisca Franca jako doživotní hlavu státu, ale zároveň mu zaručovalo právo vybrat svého nástupce, krále nebo regenta království a tím formálně nastolit obnovené Španělské království.                                      | [ 29 ]               |
| Vietnam                   | Vietnamské referendum (1955)                          | 23. října 1955              | zachování republiky                                                  | 98.91             | 1.09              |           | | [ 30 ]               |
| Tuvalu                    | Tuvaluské referendum o ústavě (2008)                  | 30. dubna 2008              | pokračování monarchie                                                | 35.02             | 64.98             |           | | [ 31 ]               |
| Svatý Vincenc a Grenadiny | Vincentinské referendum o ústavě (2009)               | 25. listopadu 2009          | pokračování monarchie                                                | 43.71             | 55.29             | 53.48     | | [ 32 ]               |
| Lichtenštejnsko           | Lichtenštejnské referendum o ústavě                   | 14. března 2003             | Hlasování o zachování a posílení některých práv vládnoucího knížete  | 35.7              | 64.3              | 87.7      | Referendum spojené se změnou ústavy, v němž se většina obyvatel vyjádřila pro posílení pravomocí panovníka (možnost rozpustit vládu, jmenovat soudce, právo veta) a současně práv občanů, jimž dává možnost v referendu přímo změnit státní zřízení.           | [ 33 ]               |